# Syntormon elongatum
Syntormon elongatum är en tvåvingeart som beskrevs av Becker 1922. Syntormon elongatum ingår i släktet Syntormon och familjen styltflugor. Inga underarter finns listade i Catalogue of Life.